# Powierzchnia najmu brutto
Powierzchnia najmu brutto (ang. gross leasable area, GLA) – miara powierzchni stosowana przy wynajmowaniu nieruchomości i lokali komercyjnych.
Powierzchnia najmu brutto to powierzchnia najmu netto powiększona o powierzchnie pomieszczeń pomocniczych danego najemcy, takich jak pomieszczenia administracyjne, socjalne, magazyny, recepcje oraz  udział najemcy w eksploatacji powierzchni wspólnych budynku, takich jak korytarze, klatki schodowe, ogólnodostępne toalety.